# Venezia (Schiff, 1873)
Die Venezia war eine italienische dampfgetriebene Panzerfregatte 1. Ranges mit Schraube der Roma-Klasse und zugleich das erste nach der Stadt Venedig benannte Kriegsschiff der Regia Marina. Ihre Indienststellung erfolgte im Jahre 1873. Nach jahrelangem Einsatz wurde sie 1881 zum Torpedoschulschiff und verblieb in dieser Rolle bis zu ihrem Abbruch im Jahre 1895.

## Geschichte und weitere Angaben
In Bau gegeben wurde die Venezia im Jahre 1863 bei der Werft Cantiere della Foce in Genua, der Stapellauf erfolgte 1869. Vier Jahre später, 1873, wurde sie vollendet und in Dienst gestellt.
Die Venezia war das zweite von zwei Schiffen der gleichnamigen Klasse von Panzerfregatten 1. Klasse und wie ihr baugleiches Schwester- und Klassenschiff Typschiff Roma das erste Schiff dieses Typs, das in Italien gebaut wurde. Die Panzerfregatte war ebenfalls das erste nach der Stadt Venedig benannte Kriegsschiff der Regia Marina, der 1861 ins Leben gerufenen königlichen italienischen Marine.
Sie besaß, wie die Roma, einen Rumpf aus Holz mit einer abnehmbaren 150 mm starken Seitenpanzerung und als Antrieb eine 3-fach Expansionsdampfmaschine. Das Schiff hatte auch noch drei Masten und war als Vollschiff getakelt. Neben der angegebenen Standardverdrängung hatte das Schiff im Einsatz eine Wasserverdrängung von 5.814 t, maximal waren es 6.250 t. Der Motor trieb eine Welle an. Die Dampfmaschine verbrauchte 580 t Steinkohle in einem Einsatz. Die Marschgeschwindigkeit betrug 8 kn (14 km/h). Die Reichweite bei 10 kn war mit 1.940 sm angegeben. 
Nach langjährigem Dienst im Tyrrhenischen Meer und der Adria wurde die Venezia im Jahre 1881 zum Torpedoschulschiff bis zu ihrer Außerdienststellung und ihrem Abbruch im Jahre 1895.

## Einsatz
Die dampfgetriebene Panzerfregatte Venezia nahm wie die Roma an keinem Kriegseinsatz teil. Nach langjährigem Dienst bei der Überwachung des Tyrrhenischen Meeres und einigen Fahrten in der Adria sowie Begleitschutz für größere Einheiten (seltener auch für Handelsschiffe) fuhr sie später meist in küstennahen Gewässern. Roma versenkte einige Schiffe von Freibeutern aus Nordafrika bzw. dem Osmanischen Reich, die sich nicht widerstandslos ergaben. Bis 1881 erfolgten mehrere Einsätze zusammen mit ihrem Schwesterschiff Roma von 1868, als sie dann bis zu ihrem Ende ihrer Laufbahn als Torpedoschulschiff der Regia Marina verwendet wurde.